# La Montañita (Cabimas)
La Montañita es uno de los sectores que conforman la ciudad de Cabimas en el estado Zulia (Venezuela), pertenece a la parroquia La Rosa.

## Ubicación
La Montañita se encuentra entre los sectores Las Cúpulas al norte, La Gloria y Gasplant al este (av Hollywood, calle Gasplant), La Rosa al sur (calle Delicias) y el Lago de Maracaibo al oeste.

## Zona Residencial
La Montañita recibe ese nombre a pesar de estar a orillas del lago de Maracaibo, no tener elevaciones y no tener acantilados, el borde del lago lo ocupan, casas, pozos petroleros, muelles, empresas contratistas y manglares naturales. La Montañita es uno de los sectores populares de Cabimas y cuenta con un estadio y una plaza.

## Vialidad y Transporte
Las calles de la Montañita son estrechas y no están en buen estado, algunas de las que dan al lago frente a la av Principal La Rosa son de tierra, la av Principal la Rosa, tiene años con un desvío en una sección dañada. Por la av La Rosa, pasa la línea Cabimas - Lagunillas y la línea Punta Gorda, por la calle Gasplant pasan las busetas de Gasplant.

## Sitios de Referencia
- Estadio La Montañita. Calle San Nicolás.
- Plaza San Benito. Av Principal La Rosa.